# Баллендорф, Дирк
Дирк Энтони Баллендорф, англ. Dirk Ballendorf (22 апреля 1939 г., Филадельфия, США — 4 февраля 2013 г., Гуам) — американский историк, профессор, специалист по Микронезии, автор одиннадцати книг и более чем двухсот научных статей. Свыше тридцати лет преподавал на кафедре микронезийских исследований в Университете Гуама.

## Биография
Баллендорф родился 22 апреля 1939 года в Филадельфии, штат Пенсильвания. Он получил степень бакалавра в Государственном колледже Западного Честера (ныне Уэст-Честерский университет). После колледжа Балленфорф присоединился к Корпусу мира и, во время службы на Филиппинах, продолжил обучение в Университете Атенео де Манила. Получил степень магистра истории в Говардском университете в Вашингтоне, округ Колумбия, и докторскую степень в области планирования и управления в Гарвардском университете в Массачусетсе.
С 1977-го по 1979-й занимал пост президента Колледжа Микронезии на Понпеи, Федеративные Штаты Микронезии. В 1979-м присоединился к преподавательскому составу Университета Гуама в должности директора Центра исследований территории Микронезии. Баллендорф становился директором Центра исследований территории Микронезии дважды: с 1979-го по 1984 год и затем снова с 2004-го по 2007 год.
Дирк Баллендорф является автором одиннадцати книг и более чем двухсот статей по истории Микронезии. Одной из его самых известных работ было «Тайное исследование Гуама» (2004) — книга о политическом статусе Гуама. Баллендорф написал книгу в соавторстве с юристом из Вашингтона Говардом П. Уилленсом, который работал юрисконсультом Комиссии по политическому статусу Марианских островов с 1972 года до момента создания Содружества Северных Марианских островов в 1978 году. Чтобы получить секретные документы, необходимые для книги, Баллендорф в ноябре 2000 года подал запросы в соответствии с Законом о свободе информации. Запросы были отклонены. Баллендорф и Уилленс подали иски против Государственного департамента США, Министерства внутренних дел США и Министерства обороны США, которые вскоре вынуждены были предоставить запрошенные документы.
Дирк Энтони Баллендорф умер во сне утром 4 февраля 2013 года в возрасте 74 лет.